# Moghāmīr
Moghāmīr (persiska: مغامیر) är en ort i Iran.   Den ligger i provinsen Östazarbaijan, i den nordvästra delen av landet, 400 km väster om huvudstaden Teheran. Moghāmīr ligger 1 594 meter över havet och antalet invånare är 238.
Terrängen runt Moghāmīr är platt österut, men västerut är den kuperad. Moghāmīr ligger nere i en dal. Runt Moghāmīr är det ganska glesbefolkat, med 22 invånare per kvadratkilometer. Närmaste större samhälle är Hashtrūd, 10,4 km öster om Moghāmīr. Trakten runt Moghāmīr består i huvudsak av gräsmarker.